# A Semana dos Bruxos
A Semana dos Bruxos (Witch Week) é um livro escrito por Diana Wynne Jones, lançado em 1982. O livro conta a história de quatro crianças que enfrentam problemas ao descobrirem que tem poderes mágicos, pois vivem em um mundo onde a magia é proibida e, bruxas são queimadas em fogueiras.
Neste livro, o quarto da série Os Mundos de Crestomanci, a autora lida com o tema "superar os preconceitos" e encoraja os leitores a pensar por si mesmos e fazer mudanças positivas no mundo.

## Sinopse
Quando o Prof. Crossley encontrou um bilhete escondido entre os cadernos dizendo “ALGUÉM NESTA TURMA É BRUXO” a principio achou que devia ser uma brincadeira de mal gosto mas, e se fosse verdadeiro? Afinal muitos dos alunos era filhos de bruxos! A história se passa no Internato Larwood que é mantido pelo governo para órfãos de bruxos e outras crianças com problemas e por isso os alunos são vigiados de perto. 
O vice-diretor Sr. Wentworth disse para ignorá-lo pois certamente era uma brincadeira boba, mas magias estão aparecendo por todo o lado! Coisas suspeitas como a aparição de aves tropicais na sala de música e a desaparição de todos os calçados da escola que,  reapareceram em uma pilha gigante na sala de refeições!
Rapidamente os alunos impopulares são acusados de bruxaria, sendo alegadas como provas coisas totalmente absurdas! Nan Pilgrim tem o nome de uma antiga bruxa e Charles Morgan é muito quieto e tem um “olhar maligno”. 
Quando Brian Wentworth, o filho do vice-diretor, desaparece e é deixada uma nota em que o bruxo diz que o menino está em seu poder, o inquisidor é chamado! Isso deixa Nan e Charles em pânico! A única chance que tem é invocar o poderoso mago Crestomanci para que ele ajude a resolver essa encrenca!